# Bitwa pod Pea Ridge
Bitwa pod Pea Ridge (niekiedy określana jako bitwa pod Elkhorn Tavern) – starcie zbrojne, które miało miejsce od 6 do 8 marca 1862 roku podczas wojny secesyjnej na terenie obecnego hrabstwa Benton w Arkansas nieopodal miasta Pea Ridge. Zwycięstwo wojsk Unii dowodzonych przez generała Samuela R. Curtisa nad siłami Skonfederowanych Stanów Ameryki pod dowództwem generała Earla Van Dorna zapewniło federalistom kontrolę nad terytorium stanu Missouri przez następne dwa lata.

## Tło konfliktu
Na początku wojny secesyjnej stan Missouri usiłować zachować neutralność. Mimo że pozostawał częścią Unii, nie zapewniał oddziałów ani Południu, ani Północy. Wkrótce został jednak wciągnięty w wojnę, gdy prezydent Abraham Lincoln zażądał od niego wsparcia dla Armii Unii. Wybuchły zamieszki o kontrolę nad stanowym arsenałem, w których zginęło kilkadziesiąt osób. Ostatecznie generał Unii, Nathaniel Lyon siłą zajął stolicę stanu, Jefferson City. Zachęcony sukcesem pod Boonville Lyon wyruszył ze swoją armią na południe aby całkowicie wyprzeć zwolenników Konfederatów ze stanu. Jednak nad Wilson’s Creek jego niewielka armia została dotkliwie pokonana przez połączone siły Konfederatów z Arkansas pod dowództwem generała Bena McCullocha i oddziały gwardii stanu Missouri dowodzone przez generała Sterlinga Price’a, a sam Lyon stracił tam życie. Nowy dowódca Unii, generał Samuel R. Curtis zdecydował się podjąć kolejną próbę pokonania Konfederatów, ruszył dalej na południe i wkroczył ze swoją armią do północnego Arkansas. Manewr ten rozciągnął linie zaopatrzeniowe jego armii i Curtis postanowił przygotować solidną linię obrony na grani Pea Ridge. Jednak zamiast zaatakować jego armię na wprost, nowy dowódca Konfederatów, Earl Van Dorn, postanowił zniszczyć armię Curtisa błyskawicznym atakiem na jej tyłach.

## Przebieg bitwy

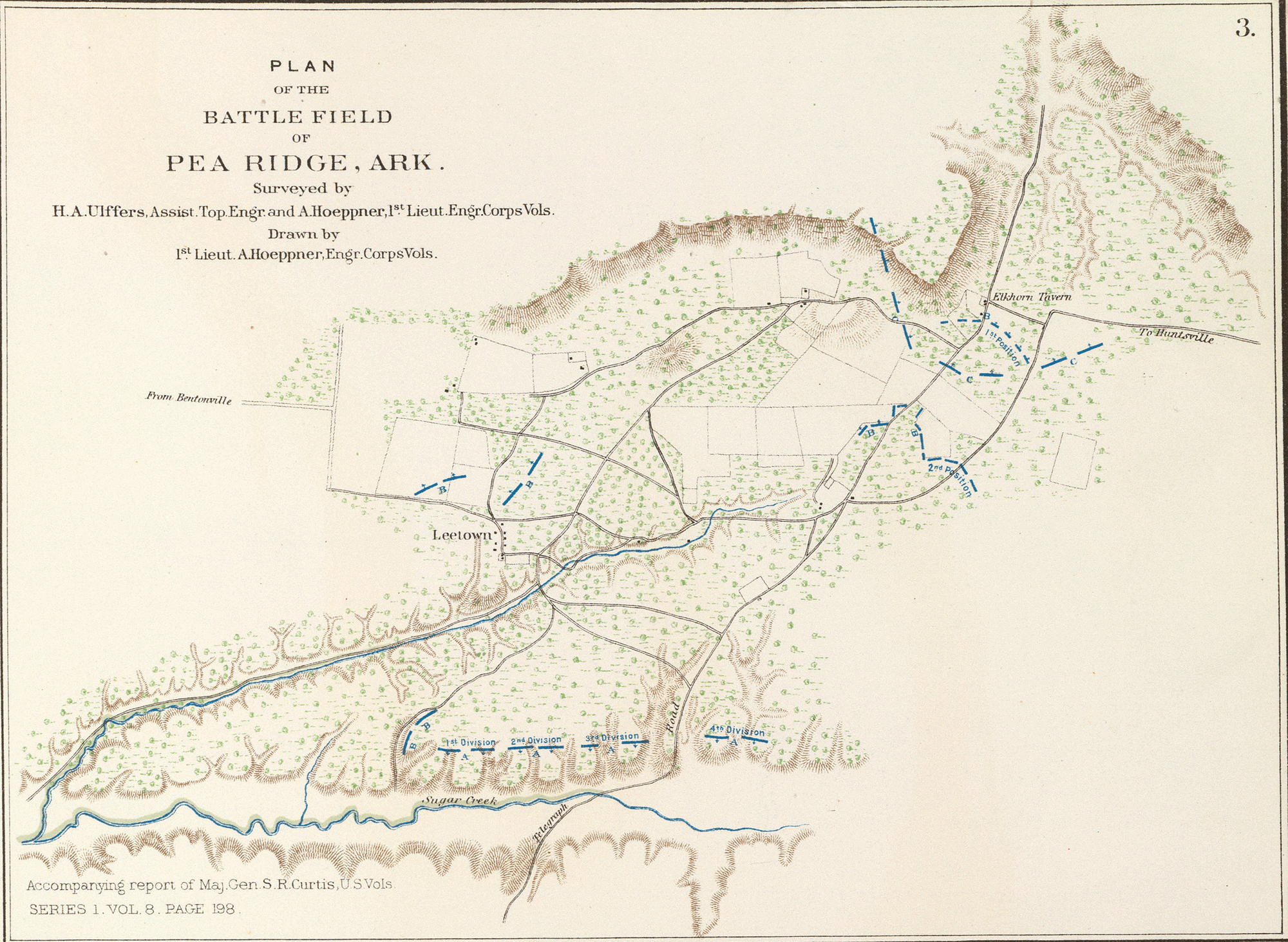
Plan bitwy pod Pea Ridge z raportu generała Curtisa

Nocą 6 marca 1862 roku generał Earl Van Dorn podzielił dowodzoną przez siebie armię Skonfederowanych Stanów Ameryki na dwie kolumny usiłując oskrzydlić pozycję unionistów pod Pea Ridge. Dowiedziawszy się o nadejściu Van Dorna, 7 marca federaliści wyszli mu naprzeciw na północ. Ta akcja, w której stracili życie generałowie Południa Ben McCulloch oraz James McQueen McIntosh, powstrzymała atak konfederatów. Tymczasem, druga kolumna Van Dorna zaatakowała unionistów w okolicy Elkhorn Tavern. Do wieczora konfederaci uzyskali kontrolę nad tawerną Elkhorn i Telegraph Road.
Następnego ranka, generał Samuel R. Curtis przegrupował i skonsolidował swoją armię, i wyprowadził kontratak w pobliżu gospody. Skuteczny ogień artyleryjski zmusił konfederatów do powolnego wycofania się z zajmowanych pozycji. Konfederatom kończyła się amunicja, a siły Unii stały między nimi a wozami z zaopatrzeniem. Obie armie skoncentrowały się wokół tawerny Elkhorn, gdzie federalna artyleria wytrąciła z walki konfederacką artylerię, która nie miała wystarczającej ilości amunicji, aby prowadzić skuteczny ogień kontrbateryjny. Siedem tysięcy żołnierzy Unii ruszyło naprzód w ataku prowadzonym przez dywizję niemieckich Amerykanów Franza Sigela składającą się z pułków z Missouri i Illinois.
Za męstwo wykazane podczas bitwy pod Pea Ridge czterech żołnierzy zostało uhonorowanych Medalem Honoru, najwyższym odznaczeniem wojskowym w Stanach Zjednoczonych. Byli to pułkownik Eugene Asa Carr, podporucznik Francis Jay Herron, kapitan William Perkins Black i szeregowy Albert Power.

## Rezultaty
W obliczu braku amunicji Van Dorn podjął decyzję o opuszczeniu pola bitwy. Była to równie niesławna ucieczka, jak ta nad Bull Run. Chociaż obie strony straciły około 1300 ludzi, bitwa pod Pea Ridge była najbardziej jednostronnym zwycięstwem, jakie odniosły w całej wojnie siły Unii przy przewadze przeciwnika. Johnston nakazał  Van Dornowi, aby sprowadził swoich 15 000 ludzi za Missisipi do Corinth, węzła kolejowego w północnym Missisipi..

## Pea Ridge National Military Park
Pole bitwy pod Pea Ridge jest współcześnie objęte ochroną federalną jako Pea Ridge National Military Park – historyczny obszar chroniony na prawach podobnych do parku narodowego znajdujący się pod zarządem National Park Service.